# Caçapava (piłkarz)
Caçapava, właśc. Luís Carlos Melo Lopes (ur. 26 grudnia 1954 w Caçapava do Sul; zm. 27 czerwca 2016 w Porto Alegre) – brazylijski piłkarz i trener, występujący podczas kariery na pozycji pomocnika.

## Kariera klubowa
Caçapava swoją piłkarską karierę rozpoczął w klubie Gaúcho de Caçapava do Sul w 1972. W latach 1973–1979 występował w SC Internacional. W barwach Internacionalu Caçapava zadebiutował 17 września 1975 w wygranym 5-0 meczu z Sergipe Aracaju zadebiutował w lidze brazylijskiej. Z Internacionalem dwukrotnie zdobył mistrzostwo Brazylii w 1975 i 1976 oraz czterokrotnie mistrzostwo stanu Rio Grande do Sul – Campeonato Gaúcho w latach 1974, 1975, 1976 i 1978. W latach 1979–1982 był zawodnikiem SC Corinthians Paulista. Z Corinthians zdobył mistrzostwo stanu São Paulo – Campeonato Paulista w 1979. W latach 1982–1983 występował w SE Palmeiras.
W latach 1984–1985 występował w Cearze Fortaleza. Z Cearą zdobył mistrzostwo stanu Ceará – Campeonato Cearense w 1984. Ostatnim klubem w karierze Caçapavy była Fortaleza. W barwach Fortalezy 6 września 1986 w przegranym 0-2 meczu z Botafogo FR Caçapava po raz ostatni wystąpił w lidze. Ogółem w latach 1975–1986 rozegrał w lidze 115 spotkań, w których strzelił 3 bramki.

## Kariera reprezentacyjna
Caçapava w reprezentacji Brazylii zadebiutował 1 grudnia 1976 w wygranym 2-0 towarzyskim meczu z reprezentacją ZSRR. Ostatni raz w reprezentacji Caçapava wystąpił 20 lutego 1977 w zremisowanym 0-0 meczu z reprezentacji Kolumbii w eliminacjach Mistrzostw Świata 1978.
| Mecze i gole w reprezentacji | Mecze i gole w reprezentacji | Mecze i gole w reprezentacji | Mecze i gole w reprezentacji | Mecze i gole w reprezentacji | Mecze i gole w reprezentacji | Mecze i gole w reprezentacji |
| #                            | Data                         | Miasto                       | Przeciwnik                   | Gol                          | Wynik                        | Rozgrywki                    |
| ---------------------------- | ---------------------------- | ---------------------------- | ---------------------------- | ---------------------------- | ---------------------------- | ---------------------------- |
| 1.                           | 01.12.1976                   | Rio de Janeiro               | ZSRR                         |                              | 2:0                          | towarzyski                   |
| N1.                          | 25.01.1977                   | São Paulo                    | São Paulo                    |                              | 2:0                          | towarzyski                   |
| N2.                          | 30.01.1977                   | Rio de Janeiro               | CR Flamengo-Fluminense FC    |                              | 1:1                          | towarzyski                   |
| 2.                           | 20.02.1977                   | Bogotá                       | Kolumbia                     |                              | 0:0                          | el. MŚ 1978                  |

## Kariera trenerska
Po zakończeniu kariery piłkarskiej Caçapava został trenerem. W latach 90. prowadził kluby z Teresiny: Ríver i Flamengo Teresina.